# Мариана-Мантована
Мариана-Мантована (итал. Mariana Mantovana) — коммуна в Италии, располагается в регионе Ломбардия, в провинции Мантуя.
Население составляет 594 человека (2008 г.), плотность населения составляет 74 чел./км². Занимает площадь 8 км². Почтовый индекс — 46010. Телефонный код — 0376.
Покровительницей коммуны почитается святая Сабина, празднование в последнее воскресение августа.

## Демография
Динамика населения:

## Администрация коммуны
- Официальный сайт: http://www.comune.mariana.mn.it/